# Decermilo
Decermilo is een plaats (freguesia) in de Portugese gemeente Sátão en telt 215 inwoners (2001).